# Caledonicrininae
Caledonicrininae zijn een onderfamilie van zeelelies uit de orde van de haarsterren (Comatulida).

## Geslacht
- Caledonicrinus Avocat & Roux, 1990